# Götz Friedrich
Götz Friedrich (ur. 4 sierpnia 1930 w Naumburgu, zm. 12 września 2000 w Berlinie) – niemiecki reżyser operowy.

## Życiorys
W latach 1949–1953 studiował w Deutsches Theaterinstitut w Weimarze. W 1953 roku przyjął posadę asystenta Waltera Felsensteina w Komische Oper w Berlinie, w następnych latach był jej reżyserem (1959–1968) i głównym reżyserem (1968–1972). Jego debiutem reżyserskim była realizacja przedstawienia Così fan tutte w Weimarze w 1958 roku. W 1972 roku zrealizował kontrowersyjną inscenizację Tannhäusera na festiwalu w Bayreuth, w kolejnych latach wystawił tam Lohengrina (1978) i Parsifala (1982). W 1973 roku podjął pracę w operze w Hamburgu od 1977 do 1981 roku był jej głównym reżyserem. W latach 1974–1976 zrealizował cykl Pierścień Nibelunga na scenie Covent Garden Theatre w Londynie. Od 1981 do 2000 roku był generalnym dyrektorem Deutsche Oper Berlin. W 1984 roku zrealizował prapremierowe przedstawienie opery Luciano Berio Un re in ascolto na festiwalu w Salzburgu. Odpowiedzialny był także za realizację prapremier oper Oedipus Wolfganga Rihma (Berlin 1987) i Desdemona und ihre Schwestern Siegfrieda Matthusa (Schwetzingen 1992).
Opublikował prace Die humanistische Idee der Zauberflöte (Berlin 1954), Die Zauberflöte in der Inszenierung Walter Felsensteins an der Komischen Oper Berlin (Berlin 1958), Walter Felsenstein: Weg und Werk (Berlin 1961), Musiktheater: Beiträge zur Methodik und zu Inszenierungs-Konzeptionen (Lipsk 1970), Wagner-Regie (Zurych 1983), Musiktheater: Ansichten, Einsichten, Konzepie, Versuche, Erfahrungen (Frankfurt nad Menem 1986).
Jego żoną była śpiewaczka Karan Armstrong.